# YouTube Music
YouTube Music este un serviciu de streaming muzical dezvoltat de platforma video americană YouTube, o subsidiară a Google. Serviciul este conceput cu o interfață de utilizator care permite utilizatorilor să exploreze melodii și videoclipuri muzicale de pe YouTube în funcție de genuri, liste de redare și recomandări. În aprilie 2023, serviciul și-a extins oferta pentru a include suport pentru podcasturi.
YouTube Music are, de asemenea, un nivel premium care oferă mai multe beneficii abonaților. Acestea includ redarea fără reclame, posibilitatea de a reda audio în fundal și opțiunea de a descărca melodii pentru ascultare offline. Aceste beneficii sunt disponibile și pentru abonații YouTube Premium. La 1 decembrie 2020, YouTube Music a înlocuit Google Play Music ca brand principal al Google pentru streamingul de muzică.

## Istoric
Aplicația YouTube Music a fost prezentată în octombrie 2015 și lansată în luna următoare; lansarea sa a avut loc odată cu prezentarea YouTube Premium (denumit inițial YouTube Red), un serviciu de abonament mai mare care acoperă întreaga platformă YouTube, inclusiv aplicația Music. Deși redundantă față de serviciul de abonament existent Google Play Music All Access, aplicația a fost concepută pentru utilizatorii care ascultă în principal muzică prin YouTube.
La 17 mai 2018, YouTube a anunțat o nouă versiune a serviciului YouTube Music, inclusiv un player desktop bazat pe web și o aplicație mobilă reproiectată, recomandări mai dinamice bazate pe diverși factori și utilizarea tehnologiei de inteligență artificială Google pentru a căuta melodii pe baza versurilor și a descrierilor. În plus, YouTube Music a devenit un serviciu de abonament separat (poziționat ca un concurent mai direct pentru Apple Music și Spotify), care oferă streaming fără reclame și doar în fundal/audio, precum și descărcarea pentru redarea offline a conținutului muzical de pe YouTube. Beneficiile serviciului vor continua să fie disponibile ca parte a serviciului YouTube Premium existent și pentru abonații Google Play Music All Access. Prețul abonamentului YouTube Music este în linie cu cel al concurenților săi, de 9,99 USD pe lună; prețul YouTube Premium a fost majorat în același timp la 11,99 USD pentru abonații noi.
În 2018, YouTube Music a încheiat mai multe acorduri de sponsorizare cu Dick Clark Productions pentru a servi ca partener pentru emisiunile sale speciale de televiziune Dick Clark's New Year's Rockin' Eve și Premiile American Music.
YouTube Music a devenit disponibil pe difuzoarele inteligente Google Assistant (inclusiv difuzoarele inteligente Google Nest⁠(d)) la 18 aprilie 2019, cu redare ad-supported limitată disponibilă pentru neabonați doar într-un număr limitat de țări.

## Caracteristici
Disponibilitatea muzicii include multe lansări ale artiștilor obișnuiți și se extinde la orice videoclip clasificat ca muzică pe serviciul YouTube.
YouTube Music a funcționat inițial în paralel cu Google Play Music, dar acesta din urmă a fost închis în decembrie 2020. Managerul de produs Elias Roman a declarat în 2018 că scopul lor a fost să ajungă la paritatea funcțiilor cu Google Play Music înainte de a migra utilizatorii către acesta, dar din 2024 acest lucru nu a fost realizat.
În septembrie 2019, YouTube Music a înlocuit Google Play Music în pachetul de bază Google Mobile Services distribuit pe noile dispozitive Android. În mai 2020, a fost lansată o actualizare pentru a permite importurile din Google Play Music, inclusiv muzica achiziționată, listele de redare, bibliotecile cloud și recomandările. Serviciul conține încă regresii față de Google Play Music, inclusiv lipsa funcționalității magazinului de muzică online (nu se pot achiziționa melodii) și este necesar un abonament YouTube Music Premium pentru a distribui difuzoarele bibliotecii cloud către difuzoarele inteligente Google Nest⁠(d). Google a declarat că intenționează să abordeze acest lucru și alte „lacune” în caracteristicile dintre servicii înainte ca Play Music să fie închis. Cu toate acestea, la momentul închiderii, majoritatea lacunelor în materie de caracteristici nu fuseseră soluționate.
O funcție de „pre-salvare” pentru lansările viitoare a fost adăugată în mai 2020.
În februarie 2023, YouTube Music a lansat Radio Builder, un serviciu web gratuit și accesibil de oriunde, atât pentru abonații plătitori, cât și pentru utilizatorii gratuiți cu dispozitive iOS sau Android. Acesta permite utilizatorilor să creeze un post de radio personalizat, selectând până la 30 de artiști cu opțiunea de a asculta doar melodiile lor sau ale unor muzicieni comparabili.
În aprilie 2023, podcasturile au fost adăugate la serviciu, inițial doar pentru utilizatorii din SUA, cu o lansare la nivel mondial planificată mai târziu în 2023.

### Abonamente
Nivelul gratuit melodiile în versiunea lor video, dacă este cazul. Nivelul premium redă piesele oficiale ale albumului, cu excepția cazului în care utilizatorul caută versiunea videoclipului. Abonații YouTube Music Premium și YouTube Premium pot comuta la un mod numai audio care poate fi redat în fundal în timp ce aplicația nu este utilizată. Nivelul gratuit nu permite modul numai audio cu redare în fundal, deoarece afișează reclame video.
Nivelul gratuit redă melodiile în versiunea lor video, dacă este cazul. Calitatea audio a nivelului gratuit acceptă până la 128 kbit/s, în formatele audio AAC și OPUS⁠(d), în timp ce AAC de 256 kbit/s este disponibil doar abonaților nivelului premium. În iulie 2024, YouTube a lansat o opțiune suplimentară de înaltă calitate, OPUS de 256 kbit/s, pentru abonații nivelului premium.
Planurile YouTube Music Premium și YouTube Premium sunt disponibile în variante individuale și de familie. Un plan de familie permite până la șase membri ai familiei din aceeași gospodărie să acceseze funcțiile planului. Studenții eligibili pot obține o reducere la un plan individual.

## Disponibilitate geografică

Țările în care este disponibil YouTube Music (în roșu)

Serviciul este disponibil în 122 de țări și teritorii, precum:
1. Algeria
2. Samoa Americană
3. Argentina
4. Aruba
5. Australia
6. Austria
7. Azerbaidjan
8. Bahrain
9. Bangladesh
10. Belarus
11. Belgia
12. Bermuda
13. Bolivia
14. Bosnia și Herțegovina
15. Brazilia
16. Insulele Virgine Britanice
17. Bulgaria
18. Cambodgia
19. Canada
20. Insulele Cayman
21. Chile
22. Columbia
23. Costa Rica
24. Croația
25. Cipru
26. Republica Cehă
27. Danemarca
28. Republica Dominicană
29. Ecuador
30. Egipt
31. El Salvador
32. Estonia
33. Finlanda
34. Franța
35. Guyana Franceză
36. Polinezia Franceză
37. Germania
38. Georgia
39. Ghana
40. Grecia
41. Guadelupa
42. Guam
43. Guatemala
44. Honduras
45. Hong Kong
46. Ungaria
47. Islanda
48. India
49. Indonezia
50. Irak
51. Irlanda
52. Israel
53. Italia
54. Jamaica
55. Japonia
56. Iordania
57. Kazahstan
58. Kenya
59. Kuweit
60. Laos
61. Letonia
62. Liban
63. Libia
64. Liechtenstein
65. Lituania
66. Luxemburg
67. Malaezia
68. Malta
69. Mexic
70. Maroc
71. Țările de jos
72. Noua Zeelandă
73. Nicaragua
74. Nigeria
75. Macedonia De Nord
76. Nepal
77. Insulele Mariane De Nord
78. Norvegia
79. Oman
80. Pakistan
81. Panama
82. Papua Noua Guinee
83. Paraguay
84. Peru
85. Filipine
86. Polonia
87. Portugalia
88. Puerto Rico
89. Qatar
90. Réunion
91. România
92. Rusia (suspendată)
93. Samoa
94. Arabia Saudită
95. Senegal
96. Serbia
97. Singapore
98. Slovacia
99. Slovenia
100. Africa De Sud
101. Coreea de Sud (numai plătit)
102. Spania
103. Sri Lanka
104. Suedia
105. Elveția
106. Taiwan
107. Tanzania
108. Thailanda
109. Tunisia
110. Turcia
111. Insulele Turks și Caicos
112. Uganda
113. Ucraina
114. Emiratele Arabe Unite
115. Regatul Unit
116. Statele Unite
117. Insulele Virgine Ale Statelor Unite
118. Uruguay
119. Venezuela
120. Vietnam
121. Yemen
122. Zimbabwe